# الشرف، المحويت
الشرف هي إحدى قرى الجمهورية اليمنية. وهي تتبع جغرافيًا لمحافظة المحويت. وإداريًا لمديرية ملحان. يبلغ تعداد سكانها 1147 نسمة حسب الإحصاء الذي جرى عام 2004.